# Mònica Roca Aparici
Mònica Roca i Aparici (Barcelona, 1969) es una ingeniera, científica y empresaria española, fundadora de la empresa de satélites isardSAT y la primera mujer en ostentar el cargo de presidenta de la Cámara de comercio de Barcelona.

## Biografía
Roca i Aparici se licenció en ingeniería de las Telecomunicaciones por la Universidad Politécnica de Cataluña, graduándose del Máster en esta materia por el mismo centro. 
Trabajó durante 10 años en la Agencia Espacial Europea, en Países Bajos, y en 2006 Fundó IsardSAT, una empresa que desarrolla procesadores de datos de satélites de observación de la tierra que proporciona servicios y soluciones para la mitigación del cambio climático.
En marzo de 2021 se convirtió en la primera mujer en ostentar el cargo de la presidencia de la Cámara de Comercio de Barcelona, momento en que Joan Canadell dejó el cargo tras ser elegido diputado autonómico en las Elecciones al Parlamento de Cataluña de 2021.